# She Sells Sanctuary
She Sells Sanctuary is een nummer van de Britse band The Cult. Het is het negende nummer van het album Love uit 1985. Op 13 mei van dat jaar werd het nummer uitgebracht als de eerste single van het album.
Volgens gitarist Billy Duffy werden de effecten in het intro van het nummer het resultaat van het feit dat alle pedalen die gitaareffecten produceren tegelijk aan stonden. De opname werd bewerkt zodat deze effecten te horen zijn, waar in vroege versies het nummer abrupt begint. Het is het laatste nummer dat de oorspronkelijke The Cult-drummer Nigel Preston opnam met de band, aangezien hij niet veel later ontslagen werd vanwege drugsproblemen.
De plaat werd alleen een hit in thuisland het Verenigd Koninkrijk met een 15e positie in de UK Singles Chart, in Ierland met een 27e positie en in Canada met een 11e positie. 
Ondanks dat "She Sells Sanctuary" buiten de Britse eilanden geen grote hit werd, komt de plaat wel elk jaar terug in eindejaarshitlijsten. 
In Nederland werd de plaat veel gedraaid op Radio 3 en werd een radiohit op de nationale publieke popzender. Vreemd genoeg bereikte de plaat de Nederlandse Top 40 niet, maar bleef 4 weken steken in de Tipparade. De  Nationale Hitparade werd wél bereikt met een 35e positie, bijna een jaar na de oorspronkelijke uitgave. De Europese hitlijst op Radio 3, de TROS Europarade, werd niet bereikt.
In België behaalde de plaat géén notering in zowel de Vlaamse Ultratop 50 als de Vlaamse Radio 2 Top 30.

## Hitnoteringen

### Nationale Hitparade
| Hitnotering: 08-03-1986 t/m 29-03-1986 | Hitnotering: 08-03-1986 t/m 29-03-1986 | Hitnotering: 08-03-1986 t/m 29-03-1986 | Hitnotering: 08-03-1986 t/m 29-03-1986 | Hitnotering: 08-03-1986 t/m 29-03-1986 | Hitnotering: 08-03-1986 t/m 29-03-1986 |
| Week                                   | 1                                      | 2                                      | 3                                      | 4                                      |                                        |
| -------------------------------------- | -------------------------------------- | -------------------------------------- | -------------------------------------- | -------------------------------------- | -------------------------------------- |
| Positie                                | 37                                     | 35                                     | 42                                     | 48                                     | uit                                    |

### NPO Radio 2 Top 2000
| Nummer met noteringen in de NPO Radio 2 Top 2000 | '09  | '10 | '11 | '12 | '13 | '14 | '15 | '16 | '17 | '18 | '19 | '20 | '21 | '22 | '23 | '24 |
| ------------------------------------------------ | ---- | --- | --- | --- | --- | --- | --- | --- | --- | --- | --- | --- | --- | --- | --- | --- |
| She Sells Sanctuary                              | 1914 | -   | 526 | 332 | 293 | 260 | 257 | 246 | 231 | 331 | 253 | 248 | 241 | 253 | 210 | 221 |

1. ↑  Een '-' betekent dat het nummer niet was genoteerd en een vetgedrukt getal geeft de hoogste notering aan.
2. ↑  2009 was het eerste jaar met een notering voor dit nummer.